# Sady nad Torysou
Sady nad Torysou ist eine Gemeinde im Osten der Slowakei mit 1925 Einwohnern (Stand 31. Dezember 2024), die zum Okres Košice-okolie, einem Teil des Košický kraj gehört. Vielmehr ist sie Teil der traditionellen Landschaft Abov.

## Geographie
Die Gemeinde befindet sich im Talkessel Košická kotlina an beiden Ufern der Torysa. Das Ortszentrum liegt auf einer Höhe von 208 m n.m. und ist zehn Kilometer von Košice entfernt.
Nachbargemeinden sind Košická Nová Ves im Norden, Olšovany im Osten, Košická Polianka im Süden und Košice (Stadtteile Krásna und Košická Nová Ves) im Südwesten und Westen.

## Geschichte
Die heutige Gemeinde entstand erst 1964 durch Zusammenschluss der bis dahin selbständigen Orte Byster (ungarisch Beszter) und Zdoba (ungarisch Izdoba). Der Name bedeutet so viel wie „Obstgärten an der Torysa“.
Byster wurde zum ersten Mal 1332/5 in einem Kirchenzehnter-Verzeichnis als Bester schriftlich erwähnt und gehörte einem Benediktiner-Kloster im heutigen Krásna. 1427 gab es nach einem Verzeichnis insgesamt 20 Porta. 1828 zählte man 61 Häuser und 454 Einwohner, die in der Forst- und Landwirtschaft sowie dem Obstbau (insbesondere von Süßkirschen) beschäftigt waren. Die Bevölkerung in der Neuzeit und im 19. Jahrhundert war gemischt slowakisch und ungarisch.
Zdoba wurde zum ersten Mal 1335 als Sdoba schriftlich erwähnt und gehörte wie Byster zum oben erwähnten Benediktiner-Kloster. 1427 gab es nach einem Verzeichnis insgesamt 17 Porta. 1562 kam das Gut zu den Jesuiten von Tyrnau, 1598 wechselte es zum Graner Kapitel. In der Neuzeit waren die Mehrheit der Namen deutschen und ungarischen Ursprungs. Am Anfang des 18. Jahrhunderts war das Dorf fast menschenleer und 1715 waren verlassene und verfallene Häuser verzeichnet. Neu besiedelt wurde Zdoba nach 1720 durch mehrheitlich slowakischsprachige griechisch-katholische Bevölkerung. 1828 zählte man 33 Häuser und 282 Einwohner, die in der Landwirtschaft beschäftigt waren.
Bis 1918/1919 gehörten die im Komitat Abaúj-Torna liegende Orte zum Königreich Ungarn und kamen danach zur Tschechoslowakei beziehungsweise heute Slowakei. Auf Grund des Ersten Wiener Schiedsspruchs lagen sie 1938–1945 noch einmal in Ungarn.

## Bevölkerung
| Jahr                | 1994 | 2004     | 2014     | 2024    |
| ------------------- | ---- | -------- | -------- | ------- |
| Anzahl der Personen | 1486 | 1699     | 1924     | 1925    |
| Unterschied         |      | +14,33 % | +13,24 % | +0,05 % |

| Jahr                | 2023 | 2024    |
| ------------------- | ---- | ------- |
| Anzahl der Personen | 1939 | 1925    |
| Unterschied         |      | −0,72 % |

Nach der Volkszählung 2011 wohnten in Sady nad Torysou 1805 Einwohner, davon 1687 Slowaken, 20 Magyaren, sieben Tschechen, jeweils zwei Polen, Russinen und Ukrainer und ein Mährer. 84 Einwohner machten diesbezüglich keine Angabe. 777 Einwohner bekannten sich zur römisch-katholischen Kirche, 350 Einwohner zur griechisch-katholischen Kirche, 236 Einwohner zur reformierten Kirche, 38 Einwohner zur evangelischen Kirche A. B., 19 Einwohner zur orthodoxen Kirche, drei Einwohner zur evangelisch-methodistischen Kirche, zwei Einwohner zu den Zeugen Jehovas und jeweils ein Einwohner zur apostolischen Kirche, neuapostolischen Kirche und zu den Siebenten-Tags-Adventisten; ein Einwohner bekannte sich zu einer anderen Konfession. 104 Einwohner waren konfessionslos und bei 272 Einwohnern wurde die Konfession nicht ermittelt.

## Bauwerke
- griechisch-katholische Entschlafung-der-Gottesgebärerin-Kirche im klassizistischen Stil aus dem Jahr 1805
- römisch-katholische Johannes-Nepomuk-Kirche im Barockstil aus dem Jahr 1765 als Nachfolger einer romanischen Kirche aus dem 13. Jahrhundert, 1996–2001 umgebaut und neu gestaltet
- reformierte Kirche im klassizistischen Stil aus dem Jahr 1827